# Scrivia
Scrivia je řeka v severozápadní Itálii, pravobřežní přítok řeky Pádu. Vzniká soutokem potoků Laccio a Pentemina poblíž města Montoggio, její tok dosahuje délky 88 kilometrů a protéká Ligurií, Piemontem a Lombardií. Její povodí zabírá oblast o ploše 600 km².

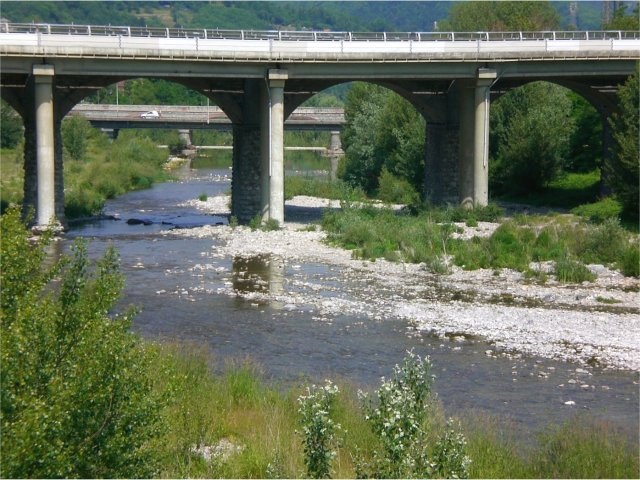
Scrivia u Brusally.